# Violeta Motulaitė
Violeta Motulaitė (ur. 12 maja 1959 w Wilnie) – litewska historyk i dyplomatka, od 2009 ambasador Litwy w Mołdawii. 

## Życiorys
W 1982 ukończyła studia na Wydziale Historii Wileńskiego Uniwersytetu Państwowego, następnie kształciła się na studiach aspiranckich na Uniwersytecie Łomonosowa w Moskwie (1984–1987), przedkładając dysertację z dziedziny historii (1987). Jej doktorat został w 1993 nostryfikowany przez Litewską Radę Naukową. W latach 1982–1984 i 1987–1990 pracowała jako asystentka na Wileńskim Uniwersytecie Państwowym. Po odzyskaniu przez Litwę niepodległości w 1990 zatrudniona jako doradczyni w Komisji Spraw Zagranicznych Rady Najwyższej Litwy (do 1992), następnie była sekretarzem delegacji sejmowej do Zgromadzenia Bałtyckiego (1992–1993), doradczynią prezydenta Litwy ds. polityki zagranicznej, sekretarzem Departamentu Organizacji Międzynarodowych MSZ (1997). W 1997 została wysłana na placówkę do Czech, gdzie była I sekretarzem Ambasady Republiki Litewskiej (1997–1998) i radczynią (1998–2001). Po powrocie na Litwę pracowała jako radczyni Wydziału Integracji z NATO w MSZ (2001), była także kierownikiem Wydziału Azji, Afryki i Oceanii (2001–2003), a także dyrektorem Departamentu Informacji (2003–2004). W latach 2004–2007 sprawowała funkcję radczyni ministerialnej w Ambasadzie Litewskiej w Kopenhadze. Od 2009 jest ambasadorem Litwy w Mołdawii. 